# Octave Maus
Octave Maus (Bruxelles, 12 giugno 1856 – Bruxelles, 26 novembre 1919) è stato un avvocato, scrittore e critico d'arte belga.

## Biografia
Maus ha lavorato con il collega scrittore e avvocato Edmond Picard, ed insieme a Victor Arnould e Eugène Robert fondarono il settimanale L'Art moderne nel 1881.
Nel 1884 Maus fu eletto segretario dell'appena formato gruppo artistico Les XX - un sodalizio nato sulle ceneri del gruppo di pittori La Chrysalide - e le sue responsabilità comprendevano l'organizzazione delle mostre annuali.
Nel 1893 Maus sostenne lo scioglimento del Les XX. Nel 1894 fondò La Libre Esthétique.
La compositrice Poldowski (figlia di Henryk Wieniawski) fu vicina di casa ed amica di Maus. Dedicò alcune delle sue opere a Maus e sua moglie Madeleine, e nel 1923 la serie di recital tenuti a mezzogiorno presso l'Hyde Park Hotel di Londra, conosciute come The International Concerts of La Libre Esthétique, attirarono l'attenzione di Arthur Rubinstein, Jacques Thibaud e del London String Quartet.